# Kinder
Кі́ндер (італ. Kinder від нім. Kinder — «діти») — торгова марка, яка належить Ferrero.

## Продукція під ТМ «Kinder»
- Кіндер-сюрприз (англ. Kinder Surprise)
- Кіндер Мілк-Слайс (англ. Kinder Milk-slice)
- Кіндер Пінгві (англ. Kinder Pingui)[3]
- Кіндер Максі Кінг (англ. Kinder Maxi King)
- Кіндер Джоі (англ. Kinder Joy)
- Кіндер Деліс (англ. Kinder Delice)
- Кіндер Шоколад (англ. Kinder Chocolate)
- Кіндер Буено (англ. Kinder Bueno)[4]